# Auguste Fourès

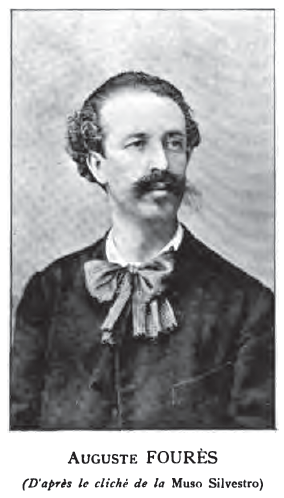
Auguste Fourès

Auguste Fourès, född 8 april 1848, död 4 september 1891, var en provensalsk journalist och poet.
Fourès var den främste representanten för Languedocskolan och en ivrig av de separatistiska tendenserna inom Félibreförbundet. Fourès lyrik utmärks av stark känsla och viss originalitet.